# Гранд Рапидс
Вижте пояснителната страница за други значения на Гранд Рапидс.
Гранд Рапидс (на английски: Grand Rapids) е град в щата Мичиган, САЩ. Градът е с население от 196 445 жители (оценка, 2016) и обща площ от 117,4 km². Основан е през 1826 г., а получава статут на град през 1850 г.

## Известни личности
Родени в Гранд Рапидс
- Антъни Кийдис (р. 1962), певец
- Кристина Коук (р. 1979), космонавтка
- Тейлър Лаутнър (р. 1992), актьор
- Джек Лузма (р. 1936), астронавт
- Майкъл Толбът (1953 – 1992), писател
- Роджър Чафи (1935 – 1967), астронавт

Починали в Гранд Рапидс
- Лора Смит Хавиленд (1808 – 1898), аболиционистка